# Majorszky Ferenc
Majorszky Ferenc (Kassa, 1893. július 24. – Budapest, VIII. kerület, 1949. december 9.) magyar nemzetközi labdarúgó-játékvezető. Polgári foglalkozását tekintve pénzügyminisztériumi tisztviselő volt.

## Családja
Majorszky Ferenc és Kerschbaum Natália fiaként született. 1920. augusztus 3-án Budapesten feleségül vette Mikes Gizellát.

## Pályafutása
Játékvezetésből Budapesten a Magyar Futballbírák Testülete (BT) előtt vizsgázott. Az MLSZ BT minősítésével NB II-es, majd 1927-től NB I-es bíró. Küldési gyakorlat szerint rendszeres partbírói szolgálatot is végzett. A nemzeti játékvezetéstől 1940-ben visszavonult. NB I-es mérkőzéseinek száma: 65
| Időpont           | Helyszín                          | Mérkőzés típusa          | Mérkőzés          | Eredmény | Nézők száma |
| ----------------- | --------------------------------- | ------------------------ | ----------------- | -------- | ----------- |
| 1927. október 16. | Népkerti pálya, Miskolc           | első NB I-es mérkőzése   | Attila FC–Kispest | 5 – 3    | 5000        |
| 1940. május 23.   | Mező utcai pálya (BEAC), Budapest | utolsó NB I-es mérkőzése | Gamma FC–Újpest   | 3 – 4    | 10 000      |

A Magyar Labdarúgó-szövetség Magyar Futballbírák Testülete (BT) terjesztette fel nemzetközi játékvezetőnek, a Nemzetközi Labdarúgó-szövetség (FIFA) 1929-től tartotta-tartja nyilván bírói keretében. Több nemzetek közötti válogatott, valamint Közép-európai kupa klubmérkőzést vezetett, vagy működő társának partbíróként segített. Több nemzetek közötti válogatott, valamint Közép-európai kupa klubmérkőzést vezetett, vagy társának partbíróként segített. A nemzetközi játékvezetéstől 1938-ban búcsúzott. A nemzetközi játékvezetéstől 1938-ban búcsúzott. Európában a legtöbb válogatott mérkőzést vezetők rangsorában többed magával, 2 (1930. november 16.– 1938. május 22.) találkozóval tartják nyilván.
A FIFA JB küldésére vezette a válogatott találkozókat.
| Időpont            | Helyszín                                                              | Mérkőzés típusa     | Mérkőzés              | Eredmény | Nézők száma |
| ------------------ | --------------------------------------------------------------------- | ------------------- | --------------------- | -------- | ----------- |
| 1930. november 16. | Hohe Warte Stadion, Bécs                                              | válogatott mérkőzés | Ausztria–Svédország   | 4 – 1    | 12 000      |
| 1938. május 22.    | Wojska Polskiego imienia Marszałka Józefa Piłsudskiego Stadion, Varsó | válogatott mérkőzés | LengyelországÍrország | 0 – 0    | 25 000      |

A KEK, más néven Mitropa Kupa, Európa első nemzetközi kupasorozatában vezetett mérkőzései. 
| Időpont             | Helyszín              | Mérkőzés típusa                 | Mérkőzés                    | Eredmény | Nézők száma |
| ------------------- | --------------------- | ------------------------------- | --------------------------- | -------- | ----------- |
| 1929. június 23.    | Alpok Stadion, Torino | egyik negyeddöntő első mérkőzés | Juventus FC–SK Slavia Praha | 1 – 0    | 20 000      |
| 1929. július 6.     | Eden Stadion, Prága   | egyik negyeddöntő 2. mérkőzés   | SK Slavia Praha–FC Juventus | 3 – 0    | 20 000      |
| 1929. augusztus 21. | Megyeri út, Budapest  | egyik elődöntő első mérkőzés    | Újpest FC–SK Rapid Wien     | 2 – 1    | 6 000       |

A Magyar Futballbírák Testülete  (JT) javaslatára a Bírói Testület 15 éves jubileuma alkalmából Arany oklevél, 5 éves eredményes pályafutásának elismeréseként Arany jelvény  elismerésbe részesítette.
Halálát vérfejűség[pontosabban?], tüdőgyulladás, szívbénulás okozta. Sírja a Farkasréti temetőben található.

## Külső hivatkozások
- Majorszky Ferenc. World Referee. [2016. augusztus 17-i dátummal az eredetiből archiválva]. (Hozzáférés: 2012. május 4.)
- Majorszky Ferenc. footballdatabase.eu. (Hozzáférés: 2012. május 4.)
- Majorszky Ferenc. eu-football.info. (Hozzáférés: 2012. május 4.)
- Majorszky Ferenc. nela.hu. (Hozzáférés: 2016. március 31.)
- Majorszky Ferenc. adatbazisokonline.hu. [2016. szeptember 20-i dátummal az eredetiből archiválva]. (Hozzáférés: 2016. március 31.)